# 10479 Yiqunchen
10479 Yiqunchen (tên chỉ định: 1982 HJ) là một tiểu hành tinh vành đai chính. Nó được phát hiện bởi Martin Watt ở Anderson Mesa Lowell Observatory south thuộc Flagstaff, Arizona, ngày 18 tháng 4 năm 1982. Nó được đặt theo tên Yiqun Chen, a Chinese sculptor và computer graphic designer.